# Begonia tarokoensis
Espèce
Synonymes
- Begonia formosana (Hayata) Masam. (préféré par GRIN)[2]
- Begonia laciniata Hayata[2]
- Begonia tarokoensis M. J. Lai[2]

Begonia tarokoensis est une espèce de plantes de la famille des Begoniaceae.
Elle a été décrite en 1990 par Ming Jou Lai (1949-2007).